# Nesztoriánus pátriárkák listája
Az alábbi lista az Asszír keleti egyház (közkeletű, ám pontatlan nevén nesztoriánus egyház) legfőbb méltóságának viselőit, pátriárkáit tartalmazza. A kelet egyházának első püspöke a hagyomány szerint Szent Tamás apostol volt az 1. században. Azóta megszakítatlan láncban folytatódik a nesztoriánus pátriárkák sora egészen a jelenlegi viselőig.

## 35–250
| N                         | Nesztoriánus pátriárka      | Hivatali idő             | Megjegyzés        |
| ------------------------- | --------------------------- | ------------------------ | ----------------- |
| 1a.                       | SZENT Tamás                 | 35–37, †72. december 21. |                   |
| 1b.                       | SZENT Júdás Taddeus (Addai) | 37, †65                  | Tamással közösen? |
| 2.                        | SZENT Aggai                 | 66, †87                  |                   |
| 3.                        | SZENT I. Mari               | 87, †120. augusztus 4.   |                   |
| 4.                        | Abrosziosz                  | 121, †137                |                   |
| Interregnum 137 – 159     |                             |                          |                   |
| 5.                        | Ábrahám                     | 159, †171                |                   |
| 6.                        | I. Jakab                    | 171, †204                |                   |
| 7.                        | Ahadabui                    | 204, †220                |                   |
| 8.                        | Sahlufa                     | 220, †224                |                   |
| Interregnum 224 – kb. 280 |                             |                          |                   |

## 250–500
| N                     | Nesztoriánus pátriárka | Hivatali idő             | Megjegyzés |
| --------------------- | ---------------------- | ------------------------ | ---------- |
| 9.                    | Papa                   | 280 k., †317             |            |
| 10.                   | SZENT I. Semon         | 329, †341. augusztus 17. |            |
| 11.                   | SZENT Sahdoszt         | 341, †343                |            |
| 12.                   | SZENT Barbasmin        | 343, †346. január 14.    |            |
| Interregnum 346 – 363 |                        |                          |            |
| 13.                   | Tomarsza               | 363, †371                |            |
| Interregnum 371 – 377 |                        |                          |            |
| 14.                   | Kajjoma                | 377, †399                |            |
| 15.                   | Izsák                  | 399, †410                |            |
| 16.                   | Ahha                   | 410, †414                |            |
| 17.                   | I. Jahballaha          | 415, †420                |            |
| 18.                   | Mana                   | 420, †420                |            |
| 19.                   | Farbokht               | 421, †421                |            |
| 20.                   | Dadiso                 | 421, †456                |            |
| 21.                   | Babowai                | 457, †484                |            |
| 22.                   | Barszauma              | 484–485, †491            |            |
| 23.                   | Akakiosz               | 485, †496                |            |
| 24.                   | Babai                  | 497, †503                |            |

## 500–750
| N                     | Nesztoriánus pátriárka | Hivatali idő           | Megjegyzés |
| --------------------- | ---------------------- | ---------------------- | ---------- |
| 25.                   | Sila                   | 503, †523              |            |
| 26.                   | Elisa                  | 524, †537              |            |
| Interregnum 537 – 539 |                        |                        |            |
| 27.                   | Pál                    | 539, †539              |            |
| 28.                   | SZENT I. Aba           | 540, †552. február 28. |            |
| 29.                   | József                 | 552, †567              |            |
| 30.                   | Ezékiel                | 567, †581              |            |
| 31.                   | I. Isojahb             | 582, †595              |            |
| 32.                   | I. Szabriso            | 596, †604              |            |
| 33.                   | Gergely                | 605, †609              |            |
| Interregnum 609 – 628 |                        |                        |            |
| 34.                   | II. Isojahb            | 628, †645              |            |
| 35.                   | Maremmeh               | 646, †649              |            |
| 36.                   | III. Isojahb           | 649, †659              |            |
| Interregnum 659 – 661 |                        |                        |            |
| 37.                   | I. Giwargisz           | 661, †680              |            |
| 38.                   | I. Johannan            | 680, †683              |            |
| Interregnum 683 – 686 |                        |                        |            |
| 39.                   | I. Hnaniso             | 686, †698              |            |
| Interregnum 698 – 714 |                        |                        |            |
| 40.                   | Szliba-zkha            | 714, †728              |            |
| Interregnum 728 – 731 |                        |                        |            |
| 41.                   | Pethion                | 731, †741              |            |
| 42.                   | II. Aba                | 741, †751              |            |
| Interregnum 751 – 753 |                        |                        |            |

## 750–1000
| N                     | Nesztoriánus pátriárka | Hivatali idő         | Megjegyzés |
| --------------------- | ---------------------- | -------------------- | ---------- |
| 43.                   | Szurin                 | 753, †753            |            |
| 44.                   | II. Jakab              | 753, †773            |            |
| 45.                   | II. Hnaniso            | 773, †780            |            |
| 46.                   | I. Timóteus (*727)     | 780, †823. január 9. |            |
| 47.                   | Iso                    | 823, †828            |            |
| 48.                   | II. Giwargisz          | 828, †831            |            |
| 49.                   | II. Szabriso           | 831, †835            |            |
| 50.                   | II. Ábrahám            | 837, †850            |            |
| Interregnum 850 – 853 |                        |                      |            |
| 51.                   | Teodóz                 | 853, †858            |            |
| Interregnum 858 – 860 |                        |                      |            |
| 52.                   | Szargisz               | 860, †872            |            |
| Interregnum 872 – 877 |                        |                      |            |
| 53.                   | Énós                   | 877, †884            |            |
| 54.                   | II. Johannan           | 884, †891            |            |
| Interregnum 891 – 893 |                        |                      |            |
| 55.                   | III. Johannan          | 893, †899            |            |
| 56.                   | IV. Johannan           | 900, †905            |            |
| 57.                   | III. Ábrahám           | 906, †937            |            |
| 58.                   | I. Emmánuel            | 937, †960            |            |
| 59.                   | Izrael                 | 961, †961            |            |
| Interregnum 961 – 963 |                        |                      |            |
| 60.                   | I. Abdiso              | 963, †986            |            |
| 61.                   | II. Mari               | 987, †999            |            |

## 1000–1250
| N                       | Nesztoriánus pátriárka | Hivatali idő | Megjegyzés |
| ----------------------- | ---------------------- | ------------ | ---------- |
| 62.                     | V. Johannan            | 1000, †1011  |            |
| 63.                     | VI. Johannan           | 1012, †1016  |            |
| Interregnum 1016 – 1020 |                        |              |            |
| 64.                     | IV. Isojahb            | 1020, †1025  |            |
| Interregnum 1025 – 1028 |                        |              |            |
| 65.                     | I. Illés               | 1028, †1049  |            |
| 66.                     | VII. Johannan          | 1049, †1057  |            |
| Interregnum 1057 – 1064 |                        |              |            |
| 67.                     | III. Szabriso          | 1064, †1072  |            |
| Interregnum 1072 – 1074 |                        |              |            |
| 68.                     | II. Abdiso             | 1074, †1090  |            |
| Interregnum 1090 – 1092 |                        |              |            |
| 69.                     | I. Makkikha            | 1092, †1110  |            |
| 70.                     | II. Illés              | 1111, †1132  |            |
| Interregnum 1132 – 1134 |                        |              |            |
| 71.                     | Bar Szawma             | 1134, †1136  |            |
| Interregnum 1136 – 1139 |                        |              |            |
| 72.                     | III. Abdisho           | 1139, †1148  |            |
| 73.                     | V. Isojahb             | 1149, †1176  |            |
| 74.                     | III. Illés             | 1176, †1190  |            |
| 75.                     | II. Jahballaha         | 1190, †1222  |            |
| 76.                     | IV. Szabriso           | 1222, †1224  |            |
| Interregnum 1224 – 1226 |                        |              |            |
| 77.                     | V. Szabriso            | 1226, †1256  |            |

## 1250–1500
| N                       | Nesztoriánus pátriárka  | Hivatali idő              | Megjegyzés       |
| ----------------------- | ----------------------- | ------------------------- | ---------------- |
| 78.                     | II. Makkikha            | 1257, †1265               |                  |
| 79.                     | I. Denha                | 1265, †1281               |                  |
| 80.                     | III. Jahballaha (*1245) | 1281, †1317. november 13. |                  |
| 81.                     | II. Timóteus            | 1318, †1332               |                  |
| Interregnum 1332 – 1336 |                         |                           |                  |
| 82.                     | II. Denha               | 1336, †1381               |                  |
| 83.                     | II. Semon               | 1381, †1392               |                  |
| Interregnum 1392 – 1403 |                         |                           |                  |
| [?]                     | III. Semon              | 1403, †1407               | Kérdéses a léte. |
| 84.                     | IV. Illés               | 1407, †1437               |                  |
| 85.                     | IV. Semon               | 1437–1493, †1497          |                  |
| 86.                     | V. Semon                | 1497, †1501               |                  |

## 1500–1750
- 1552-ben a nesztoriánusok egy része csatlakozott a katolikus egyházhoz (Sém-ág), majd 1600-ban kilépett az unióból.
- A másik rész (Illés-ág, vezetői itt nincsenek bemutatva) fordítva tette: kezdetben (1558-tól) kívül volt az unión, de 1610-ben belépett oda.

| N                       | Nesztoriánus pátriárka | Hivatali idő                | Megjegyzés                                   |
| ----------------------- | ---------------------- | --------------------------- | -------------------------------------------- |
| 87.                     | V. Illés               | 1502, †1503                 |                                              |
| 88.                     | VI. Semon              | 1504, †1538                 |                                              |
| 89.                     | VII. Semon             | 1538, †1558. november 1.    |                                              |
| 90.                     | VIII. Semon (*1510)    | 1553, †1555 januárja        | 1552: egyházszakadás. Előzővel párhuzamosan. |
| 91.                     | IV. Abdiso             | 1555, †1570. szeptember 11. |                                              |
| 92.                     | VIII. Semon            | 1572, †1580                 |                                              |
| Interregnum 1570 – 1572 |                        |                             |                                              |
| 93.                     | IX. Semon              | 1580, †1600 k.              |                                              |
| 94.                     | X. Semon               | 1600 k., †1638              |                                              |
| 95.                     | XI. Semon              | 1638, †1656                 |                                              |
| 96.                     | XII. Semon             | 1656, †1662                 |                                              |
| 97.                     | XIII. Semon            | 1662, †1700 k.              |                                              |
| 98.                     | XIV. Semon             | 1700 k., †1740 k.           |                                              |
| 99.                     | XV. Semon              | 1740 k., †1780 k.           |                                              |

## 1750– napjaink
| N    | Nesztoriánus pátriárka               | Hivatali idő                               | Megjegyzés |
| ---- | ------------------------------------ | ------------------------------------------ | ---------- |
| 100. | XVI. Semon                           | 1780 k., †1820 k.                          |            |
| 101. | XVII. Semon                          | 1820 k., †1861                             |            |
| 102. | XVIII. Semon                         | 1861, †1903. március 16.                   |            |
| 103. | XIX. Semon (*1887)                   | 1903, †1918. március 3.                    |            |
| 104. | XX. Semon (*1885)                    | 1918, †1920. május 9.                      |            |
| 105. | XXI. Semon (*1908. február 28.)      | 1920, †1975. november 6.                   |            |
| 106. | III. Denha (*1935. szeptember 15.)   | 1976. október 17., †2015. március 26.      |            |
| 107. | III. Gewargisz (*1941. november 23.) | 2015. szeptember 18. – 2021. szeptember 6. |            |
| 108. | III. Awa (*1975)                     | 2021. szeptember 13. –                     |            |

## Fordítás
- Ez a szócikk részben vagy egészben  a   List of Patriarchs of the Church of the East című angol Wikipédia-szócikk fordításán alapul.  Az eredeti cikk szerkesztőit annak laptörténete sorolja fel. Ez a jelzés csupán a megfogalmazás eredetét és a szerzői jogokat jelzi, nem szolgál a cikkben szereplő információk forrásmegjelöléseként.
- Ez a szócikk részben vagy egészben  a   Liste des primats de l'Église apostolique assyrienne de l'Orient című francia Wikipédia-szócikk fordításán alapul.  Az eredeti cikk szerkesztőit annak laptörténete sorolja fel. Ez a jelzés csupán a megfogalmazás eredetét és a szerzői jogokat jelzi, nem szolgál a cikkben szereplő információk forrásmegjelöléseként.